# Richard Cromwell Carpenter
Richard Cromwell Carpenter (Londra, 21 ottobre 1812 – Londra, 27 marzo 1855) è stato un architetto britannico, noto per le sue opere architettoniche in stile neogotico e come membro della Cambridge Camden Society.

## Biografia
Carpenter nacque il 21 ottobre 1812 a Russell Square, a Londra, figlio di Richard Carpenter, un magistrato, e di Sophia Carpenter. I suoi genitori si sposarono nel 1804 presso la chiesa di San Giacomo nel Clerkenwell, a Londra, e conducevano una vita familiare benestante a Russell Square.
Si sposò con Amelia Dollman, nata nel 1818 a Loders, nel Dorset, e il loro primo figlio Richard Herbert Carpenter nacque nel 1841 a St. Pancras, a Londra, e anche lui divenne un architetto neogotico.
Carpenter morì di tubercolosi il 27 marzo 1855, all'età di 42 anni, nella sua casa di Upper Bedford Place, vicino a Russell Square e fu sepolto nel cimitero di Highgate.
Gli fu dedicato un necrologio sul Gentleman's Magazine in cui si affermava: "Era infatti da temere che la sua laboriosa e zelante applicazione alla sua professione tendesse ad abbreviare la sua vita".

### Carriera

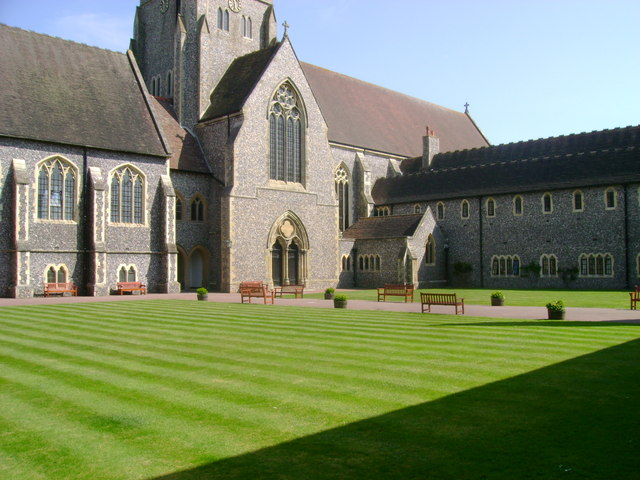
Hurstpierpoint College

Studiò alla Charterhouse School e poi lavorò come apprendista per l'architetto John Blyth. 
Si appassionò presto all'architettura gotica e, forse a soli diciannove anni, fu incaricato dal Rev. Thomas Mortimer di elaborare i progetti per una grande chiesa a Islington. La prima chiesa che Carpenter costruì fu a Birmingham nel 1841 circa e venne intitolata a Santo Stefano. 
In questo periodo divenne membro della Cambridge Camden Society, che in seguito divenne la Società Ecclesiologica, alla quale fu introdotto da Pugin. La sua successiva grande commissione, sempre a Birmingham, fu la chiesa di Sant'Andrea i cui lavori iniziarono nel 1844.
Come membro della Cambridge Camden Society – un gruppo di "Tractarians" dediti al ritorno delle forme medievali della liturgia all'interno della Chiesa d'Inghilterra – prese la distanza dall'architettura classica palladiana a favore dello stile neogotico.
Due degli edifici più importanti di Carpenter furono le scuole commissionate da Nathaniel Woodard a Lancing e Hurstpierpoint. Iniziò a elaborare i progetti per il Lancing College nel 1848, anche se la costruzione non venne iniziata prima del 1854.
Ian Nairn scrisse che il quadrilatero inferiore della scuola "mostra alla perfezione le virtù tranquille di Carpenter". L'attuale cappella fu iniziata da suo figlio Richard Herbert Carpenter nel 1868.
La costruzione del meno grandioso College di Hurstpierpoint iniziò nel 1851.
Carpenter ricoprì anche la carica di geometra distrettuale per East Islington.
Venne descritto da Charles Locke Eastlake come "il primo tra gli architetti professionisti per la sua accurata conoscenza del lavoro antico, il suo potere inventivo e il suo raffinato trattamento dei dettagli decorativi"
Morì poco dopo aver presentato i grandiosi progetti per la nuova cattedrale di Inverness, che vennero comunque eseguiti e portati a termine.

## Eredità
Carpenter fu l'insegnante e mentore dell'architetto neozelandese Benjamin Mountfort. Fortemente influenzato dalla forma di rinascita gotica di Carpenter, Mountfort portò molti degli ideali di Carpenter in Nuova Zelanda, dove divenne il principale architetto di chiese del Paese, con oltre quaranta chiese e altri edifici in stile neogotico a lui attribuiti. Molti dei progetti neozelandesi di Mountfort, specialmente quelli della provincia di Canterbury, furono apertamente presi in prestito da Carpenter.
Uno dei progetti di Carpenter, basato sulla sua All Saints Church a Brighton, che venne demolita, fu eseguito in forma modificata negli Stati Uniti, dove sopravvive come Chiesa episcopale di San Marco a Philadelphia in Pennsylvania. I suoi piani per una "chiesa cittadina" approvati dalla Cambridge Camden Society furono forniti alla sacrestia di San Marco e affidati all'architetto John Notman, che li modificò per adattarsi meglio al sito e al clima locale.

## Opere

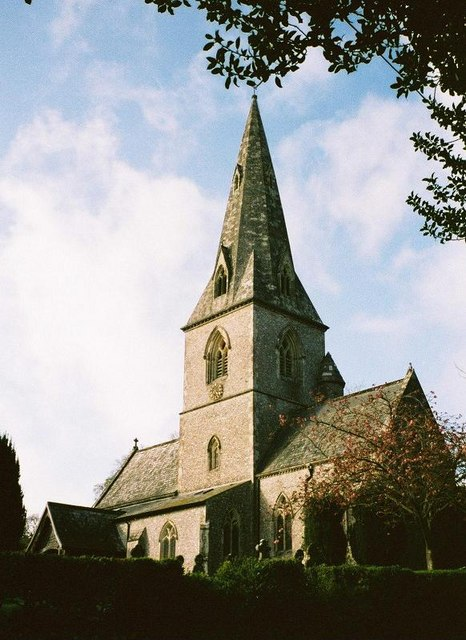
Sant'Andrea, Monkton Wyld, Dorset

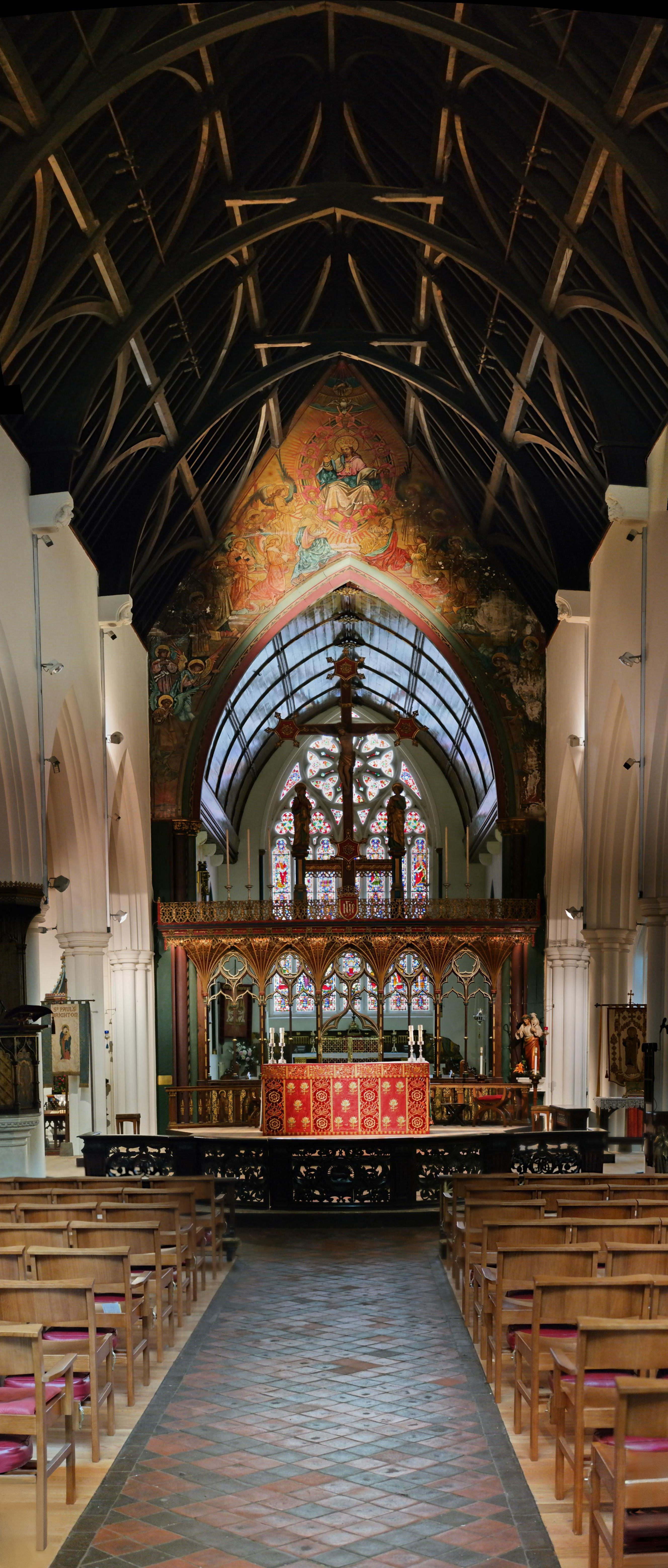
San Paolo, Brighton, navata

### Chiese
- Chiesa di Santo Stefano martire, Newtown Row, Birmingham[10] Consacrata nel 1844.[11]
- Chiesa di Sant'Andrea, Bordesley (1843-1846).[11]
- San Giovanni Battista, Cookham Dean (1843).[12]
- Schermo del coro e bancarelle per la chiesa di Kilndown, Kent.
- Monumento a Lord e Lady Beresford, Kilndown, Kent.
- San Giacomo, Stubbings, Berkshire.
- San Nicola, Kemerton.
- Sant'Andrea, Monkton Wyld, Dorset.
- San Paolo, Brighton (1846-1848).[13]
- Tutti i Santi, Brighton.
- San Pietro il Grande, Chichester (1848-1852).[14]
- Christchurch, Milton-next-Gravesend.
- San Giovanni Battista, Bovey Tracey, Devon.
- Santa Maria Maddalena, Munster Square, Londra (1849-1851).[15]
- San Simone e San Giuda, conte Shilton.

### Altri edifici
- Gli ospizi a Belmont, Hereford.
- Alterazioni a Campden House, Gloucestershire.
- Alterazioni a Bedgebury Park, Kent.
- Lancing College (primi progetti 1848; costruzione iniziata 1854).[6]
- College of St John, Hurstpierpoint (costruito nel 1851–3).[7]
- Lonsdale Square, Islington.
- Rectory, Monkton Wyld, Dorset (ora chiamato Monkton Wyld Court)[16]

### Opere pubblicate

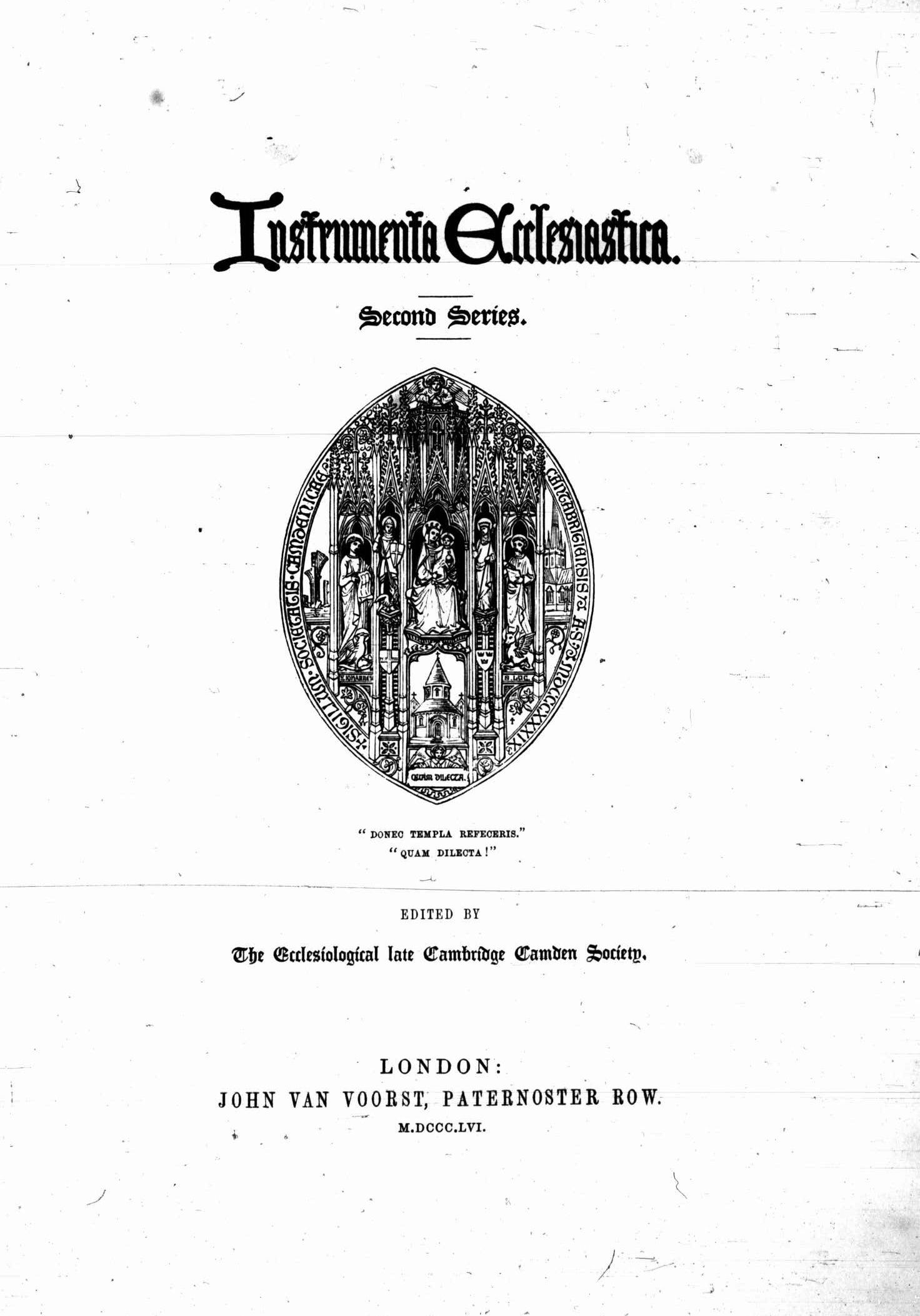
Instrumenta Ecclesiastica, 1856

- (LA) Instrumenta Ecclesiastica, London, 1856.